# Xia Chang
Xia Chang (kinesiska: 夏昶; pinyin: Xià Chàng; Wade–Giles: Hsia Ch'ang), född 1388, Kunshan, död 1470, ursprungligen Zhu Chang, var en kinesisk målare och regeringstjänsteman under Mingdynastin.
Xia specialiserade sig på bambumålning med bläck, enligt Wang Fus stil. Hans artighetsnamn var 'Zhongzhao' (仲昭) och hans konstnamn (Art name) var 'Yufeng' (玉峰) och 'Zizai jushi' (自在居士).
Xia Chang föddes som Zhu Chang i september 1388 i Kunshan. Han klarade de kejserliga proven 1415 och gick in på Hanlin-akademin. Yongle-kejsaren beordrade honom att skriva inskriptioner för nya byggnader i Peking. 1422 överfördes Xia Chang till en position i Peking, som nyligen hade ersatt Nanjing som kejserlig huvudstad. Han blev sekreterare för byrån för utvärderingar i personalministeriet. 1448 blev han prefekt i Jiangxi-provinsen. Han återkallades till Peking och utnämndes till viceminister för domstolen för kejserliga offer. Han gick i pension 1457 och dog 1470.